# Quesnel Lake
Quesnel Lake är en sjö i Kanada.   Den ligger i provinsen British Columbia, i den centrala delen av landet, 3 300 km väster om huvudstaden Ottawa. Quesnel Lake ligger 723 meter över havet. Arean är 266 kvadratkilometer. Den sträcker sig 35,3 kilometer i nord-sydlig riktning, och 81,3 kilometer i öst-västlig riktning.
I omgivningarna runt Quesnel Lake växer i huvudsak barrskog. Trakten runt Quesnel Lake är nära nog obefolkad, med mindre än två invånare per kvadratkilometer.